# Вандышевка
Вандышевка — деревня в Уйском районе Челябинской области России. Административный центр Вандышевского сельского поселения.

## География
Деревня находится в центральной части района, на реке Иматке, на которой устроен пруд.
Связана грунтовыми и шоссейными дорогами с соседними населёнными пунктами: расстояние до центра района, села Уйского 7 км.

## История
Деревня основана на месте хутора, построенного в 1870 года казаками Уйской станицы братьями Вандышевыми, которые переехали сюда после случившегося в том году пожара, на хуторе они владели землями. В 1926 году населённый пункт назывался хутором Вандышевым и входил в Соколовский сельсовет. На хуторе имелось 59 дворов, проживало 290 человек.
В 1929 году организован колхоз «Вандышевский», который в 1935 году переименовали в «Путь к социализму», а затем в 1966 — в «Путь к коммунизму».

## Население
| 2002 | 2010 |
| ---- | ---- |
| 855  | ↘776 |

## Инфраструктура
В деревне располагается подсобное хозяйство. Есть школа, библиотека, дом культуры, фельдшерско-акушерский пункт.